# Sierra Nevada Brewing Company
Pour les articles homonymes, voir Sierra Nevada.

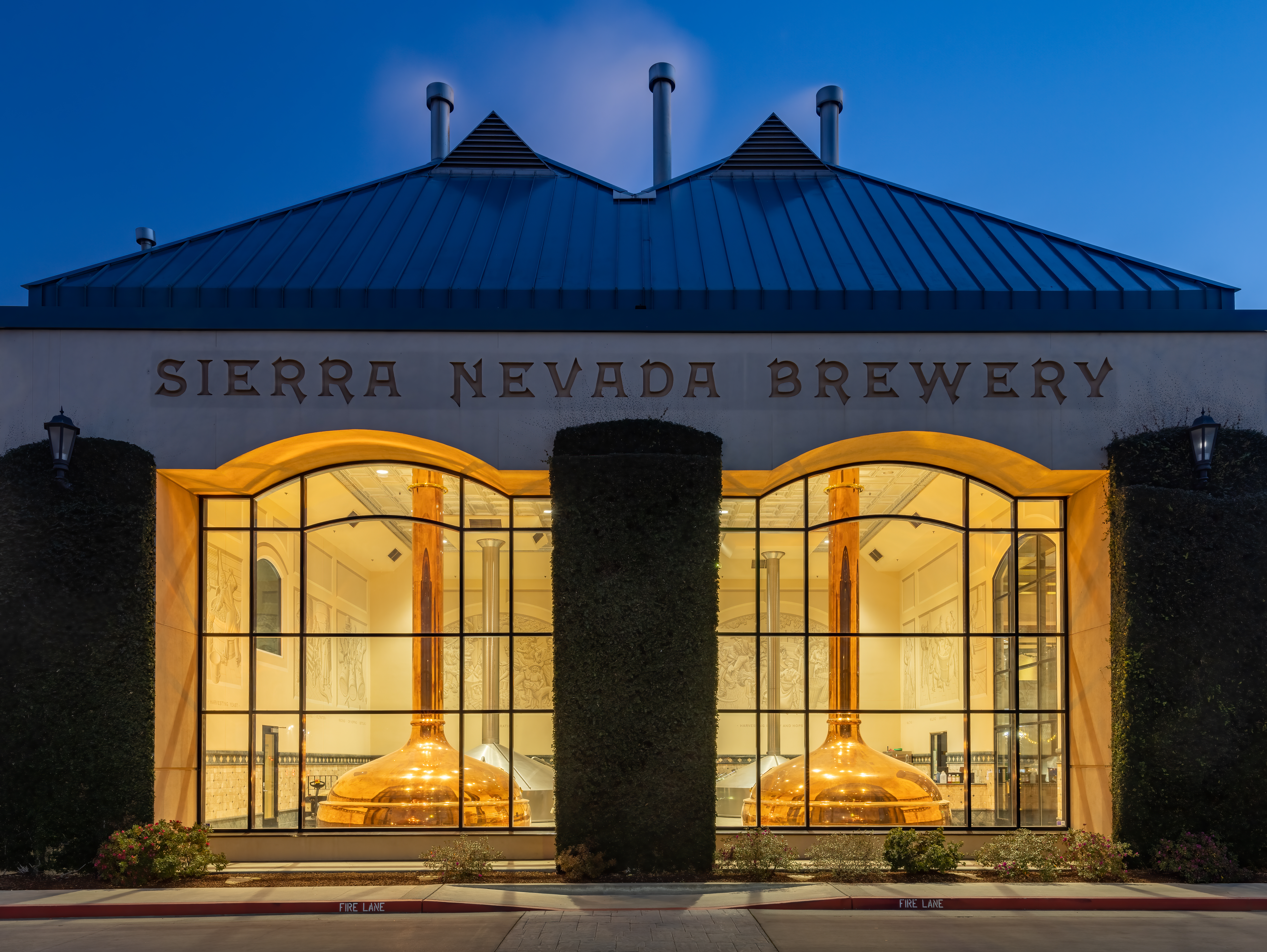
La Sierra Nevada Brewing Company à Chico. Décembre 2021.

La Sierra Nevada Brewing Company est une brasserie américaine fondée en 1979 par Ken Grossman et Paul Camusi (ce dernier a pris sa retraite en 1998 et vendu ses parts à Grossman). Elle commercialise des bières depuis février 1981 et est basée à Chico, en Californie.
Il s'agit de la deuxième plus grande brasserie de bière artisanale aux États-Unis, derrière la Boston Beer Company, avec environ 600 000 fûts par an, soit environ 510 000 hL. Son produit phare est une pale ale, mais elle produit également des bières de saison.
La brasserie comporte désormais également un broue-pub-restaurant, The Sierra Nevada Taproom & Restaurant, ainsi qu'une salle de concerts, The Big Room.
Le maître-brasseur est Steve Dressler depuis 1983, lorsque la brasserie ne produisait alors que 25 à 30 fûts par semaine. Même si la Sierra Nevada est parfois désignée comme une microbrasserie, le volume de sa production annuelle la place désormais dans la catégorie des brasseurs de bière artisanale.

## Bières

### Produits phares
- Sierra Nevada Pale Ale
- Sierra Nevada Porter
- Sierra Nevada Wheat
- Sierra Nevada Stout

### Bières de saison
- Celebration Ale
- Summerfest
- Bigfoot Barleywine Style Ale
- Narwhal
- Harvest Northern Hemisphere

### Spécialités
- India Pale Ale
- Brown Ale
- Crystal Wheat
- Blonde Ale
- Best Bitter Ale
- Ruthless Weiss Beer